# 京都府道530号桑村雲原線
京都府道530号桑村雲原線（きょうとふどう530ごう くわむらくもはらせん）は、京都府福知山市を通る一般府道である。

## 概要
福知山市夜久野町畑から福知山市字雲原に至る。
途中の仏坂峠付近は、通行不可能である。

### 路線データ
- 起点：福知山市夜久野町畑（桑村交差点、兵庫県道・京都府道707号小坂青垣線交点）
- 終点：福知山市字雲原（先山交差点、兵庫県道・京都府道63号山東大江線交点）

## 路線状況

### 重複区間
- 国道426号（福知山市字上佐々木・上佐々木南交差点 - 福知山市字上佐々木・上佐々木北交差点）

## 地理

### 通過する自治体
- 福知山市

### 交差する道路
| 交差する道路                      | 交差する場所 | 交差する場所      |
| --------------------------------- | ------------ | ----------------- |
| 兵庫県道・京都府道707号小坂青垣線 | 夜久野町畑   | 桑村交差点 / 起点 |
| 通行不能区間                      |              |                   |
| 国道426号 重複区間起点            | 字上佐々木   | 上佐々木南交差点  |
| 国道426号 重複区間終点            | 字上佐々木   | 上佐々木北交差点  |
| 兵庫県道・京都府道63号山東大江線  | 字雲原       | 先山交差点 / 終点 |

### 沿線
- 大年神社
- 円満院

### 峠
- 仏坂峠（福知山市）